# Prisión de Kaunas
La Prisión de Kaunas (en lituano: Kauno kalėjimas) es una prisión en el centro de Kaunas, la segunda ciudad más grande de Lituania. En 2007, albergaba a unos 300 presos y empleaba a alrededor de 230 guardias de prisión. La mayoría de los presos están allí bajo arresto temporal a la espera de las decisiones judiciales o transferencias a otros centros de detención. La prisión de Kaunas se completó en 1864, justo después de la sublevación de enero, durante la época del Imperio Ruso. En el momento fue una de las prisiones más moderna en toda la región. Tenía 300 lugares para los presos, una capilla, locales de administración del hogar, y se planificaron apartamentos para empleados.